# Camí de servitud
Camí de servitud (en anglès, The road to serfdom) és un llibre escrit per l'economista i filòsof austríac Friedrich von Hayek entre 1940 i 1943, en el qual adverteix del perill d'acabar en una tirania que comporta el control de l'economia per part del govern a través de la planificació central. Argumenta que l'abandó de l'individualisme i el liberalisme clàssic inevitablement condueix a una pèrdua de llibertat, la creació d'un societat opressiva, la tirania d'un dictador, i la servitud de l'individu. Hayek va desafiar la visió general entre els acadèmics britànic sobre que el feixisme (i el nacionalsocialisme) era una reacció capitalista en contra del socialisme. Va argumentar que feixisme, socialisme i nacionalsocialisme tenien arrels comunes en la planificació econòmica central i donant la preponderància a l'estat per sobre l'individu.
Des de la seva publicació el 1944, Camí de servitud ha estat una influent i popular exposició de llibertarisme de mercat. Se n'han venut més de dos milions de còpies.
Camí de Servitud havia de ser l'edició popular del segon volum del tractat de Hayek titulat L'abús i la decadència de la raó i el títol estava inspirat en els escrits del pensador liberal clàssic francès del segle xix Alexis de Tocqueville en la "carretera cap a la servitud". El llibre fou inicialment publicat a la Gran Bretanya per Routledge el març de 1944, durant la Segona Guerra Mundial, i es feu força popular, tot i que Hayek l'anomenà "el llibre que no es podia obtenir", a causa del racionament de paper que hi havia durant la guerra. Va ser publicat als Estats Units per la University of Chicago Press el setembre de 1944 i aconseguí gran popularitat. Per iniciativa de l'editor Max Eastman, la revista americana Reader's Digest en publicà una versió resumida l'abril de 1945, portant Camí de servitud a assolir una àmplia audiència més enllà dels cercles acadèmics.
Camí de servitud ha tingut un impacte significatiu en el moviment conservador i llibertari econòmic del segle XX i encara avui és citat amb freqüència.

## Publicació
Però quan el poder econòmic es troba centralitzat com un instrument de poder polític, crea un nivell de dependència que difícilment es pot distingir de l'esclavitud. S'ha dit que, en un país on l'únic empresari és l'estat, l'oposició significa la mort per lenta inanició. 

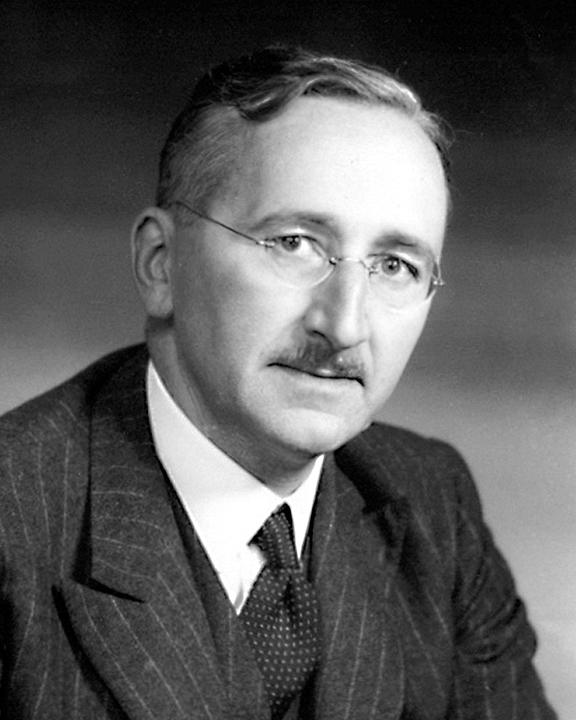
Friedrich Hayek

El llibre fou inicialment publicat per a una audiència britànica per Routledge Press el març 1944 al Regne Unit i el setembre de 1944 fou publicat per la University of Chicago Press. L'expectativa de l'editor als Estats Units era que el llibre vendria entre 900 i 3.000 còpies. La impressió inicial de 2.000 còpies s'esgotà de seguida, i se'n van vendre 30.000 còpies durant els següents sis mesos. El 2007, la University of Chicago Press va calcular que se n'havien venut més de 350.000 còpies.
Una versió de 20 pàgines del llibre fou publicat l'abril de 1945 a la revista Reader's Digest, amb una tirada de diversos milions de còpies. Una versió de 95 pàgines fou també publicada el 1945 i 1946. El febrer de 1945, una versió il·lustrada del llibre va ser publicada a la revista Look magazine, més tard fou publicat en versió sense enquadernar i distribuït per General Motors. El llibre ha estat traduït a aproximadament 20 llengües i està dedicat "als socialistes de tots els partits". La introducció a l'edició del 50è aniversari fou escrita per Milton Friedman (un altre guardonat amb el Premi Nobel d'Economia el 1976).
El 2007, la University of Chicago Press en va publicar una "edició definitiva", el segon volum de les obres completes de Friedrich von Hayek. El juny de 2010, el llibre es va tornar a popularitar, pujant fins al capdamunt de la llista de llibres més venuts de la botiga virtual Amazon.com després que el llibre tingués una gran cobertura a The Glenn Beck Program. Des de llavors, se n'han venut unes altres 250.000 còpies, tant en l'edició impresa com en edicions digitals.

## Resum
Hayek argumenta que les democràcies occidentals, incloent el Regne Unit i els Estats Units, "progressivament han abandonat la llibertat en els afers econòmics sense la qual, la llibertat personal i política mai han existit en el passat". La societat ha provat equivocadament d'assegurar una prosperitat continuada a través de la planificació centralitzada, cosa que inevitablement dirigeix al totalitarisme. "En efecte, hem començat a dispensar les forces que van produir resultats imprevistos i a reemplaçar el mecanisme impersonal i anònim del mercat per una col·lectiva i conscient direcció de totes les forces socials a objectius escollits intencionadament." El socialisme, mentre és presentat com un mitjà per a assegurar igualtat, ho fa a través de la "restricció i servitud", mentre que "la democràcia busca igualtat en llibertat". Planificar, perquè és coactiu, és un mètode inferior de regulació, mentre que la competència d'un mercat lliure és superior "perquè és l'únic mètode pel qual les nostres activitats poden ser ajustades als altres sense intervenció coactiva o arbitrària d'autoritat".
La planificació centralitzada és inherentment antidemocràtica segons el punt de vista de Hayek, perquè requereix "que el desig d'una petita minoria sigui imposat a tothom". El poder d'aquestes minories per a apoderar-se de diners o propietats tot mirant d'aconseguir els seus objectius, destrueix l'imperi de la llei i les llibertats individuals. On hi ha planificació centralitzada, "l'individu més que mai esdevindria un mer mitjà, per a ser utilitzat per l'autoritat en el servei de tals abstraccions com el benestar social o el bé de la comunitat". Fins i tot els més pobres tenen més llibertat personal en una societat oberta que una de planificació centralitzada. "Mentre que l'últim recurs d'una economia competitiva és l'algutzir, la sanció definitiva d'una economia planificada és el botxí." El socialisme és un sistema hipòcrita, perquè el seu objectius humanitaris només poden ser posats en pràctica per mitjà de mètodes brutals, "els quals la majoria de socialistes desaproven". Un sistema centralitzat també requereixen una propaganda eficaç, de manera que les persones creguin que els objectius de l'estat són els seus.
Hayek argumenta que les arrels de la mentida del nacionalsocialisme venen del socialisme, i són paral·leles al pensament dels dirigents britànics:
La creixent veneració per l'estat, l'admiració del poder, i de la grandesa per la grandesa, l'entusiasme per l'organització de tot (ara ho anomenem "planificació") i la "incapacitat per a deixar qualsevol cosa al poder senzill de creixement orgànic" ...són amb prou feines menys definits a Anglaterra ara del que ho eren a Alemanya.
Hayek va creure que després la Segona Guerra Mundial, "la saviesa en l'administració dels nostres afers econòmics serà encara més important que abans i que el destí de la nostra civilització finalment dependrà de com solucionem els problemes econòmics que ens trobem". L'única possibilitat de construir un món decent és "millorar el nivell general de riquesa" a través de les activitats de mercats lliures. Hayek creia que les organitzacions internacionals implicaven una amenaça cap a llibertat individual. Va concloure: "El principi que una política de la llibertat per a l'individu és l'única política veritablement progressiva continua sent tan cert avui com ho era al segle xix."

## Una funció per al govern
Tot i que Hayek creia que la intervenció del govern als mercats portaria a una pèrdua de llibertat, va reconèixer una funció limitada pel govern per a actuar allà on el mercat lliure no arribés.
L'ús reeixit de la competència com a principi d'organització social impedeix certs tipus d'interferència coactiva en la vida econòmica, però n'admet d'altres que a vegades poden assistir considerablement la seva feina i fins i tot requereix certs tipus d'acció per part del govern.
Mentre que Hayek s'oposa a regulacions que restringeixen la llibertat per a entrar a un mercat, o per comprar i vendre a qualsevol preu, o per controlar quantitats, reconeix la utilitat de controls que restringeixin mètodes legals de producció, tant de temps com aquests siguin aplicats igualment a tothom i no utilitzat com una manera indirecta de controlar preus o quantitats, i sense oblidar el cost de tals restriccions:
Prohibir l'ús de substàncies verinoses, o requerir especial precaucions en el seu ús, limitar hores laborables o requerir plans sanitaris segurs, és plenament compatible amb la preservació de la competència. L'única qüestió aquí és si en cada cas particular els avantatges que s'obtenen són més grans que els costos socials que comporten.
Assenyala que hi ha algunes àrees, com el medi, en les quals algunes activitats que causen dany a tercers (aquest concepte és anomenat "externalitats negatives" pels economistes) pot ser que no siguin regulades efectivament pel mercat:
Tampoc poden certs efectes nocius de la desforestació, d'alguns mètodes de cultiu, o del fum i soroll de les fàbriques, ser limitat al propietari de la indústria en qüestió, o a aquells disposat a acceptar el dany a canvi d'una indemnització acordada.
El govern també té una funció en la prevenció del frau:
Fins i tot el més essencial requisit del seu [del mercat] bon funcionament, la prevenció del frau i l'engany (incloent l'explotació de la ignorància), proporciona un gran objectiu a l'activitat legislativa.
El govern també té una funció en la creació d'una xarxa de seguretat:
No hi ha cap raó perquè, en una societat que ha assolit el nivell general de riquesa que la nostra té, la primera classe de seguretat no s'hagi de poder garantir a tothom sense posar en perill la llibertat general; això és: un mínim d'alimentació, refugi i roba, suficient per a conservar salut. Tampoc hi ha cap raó per la qual l'estat no hauria d'ajudar a organitzar un sistema integral de seguretat social, tot proporcionant seguretat per a aquells perills de la vida contra els quals pocs poden tenir l'adequada provisió.
Conclou: "En cap sistema que pogués ser defensat racionalment, l'estat només no fa res."

## Visió contemporània
John Maynard Keynes digué d'aquest llibre: "En la meva opinió és un llibre magnífic... Moralment i filosòficament estic d'acord amb virtualment la totalitat de l'obra: i no només d'acord, sinó profundament d'acord". Tanmateix, Keynes no pensava que la filosofia de Hayek fos d'ús pràctic; això ho explicava més endavant en la mateixa carta, comentant: "El que necessitem per això, en la meva opinió, no és un canvi en els nostres programes econòmics, el qua només només ens portaria, a la pràctica, a una desil·lusió amb els resultats de la vostra filosofia; però potser fins i tot el contrari, és a dir, una ampliació d'aquests programes. El vostre perill més gran és el probable fracàs pràctic de l'aplicació de la vostra filosofia en els Estats Units."
George Orwell respongué tant amb elogi com amb crítica, declarant, "en la part negativa de la tesi del professor Hayek hi ha una gran veritat. No pot ser dit massa sovint –de totes maneres, no s'està dient prou sovint– que el col·lectivisme no és inherentment democràtic, ans al contrari, dona a una minoria tirànica tals poders com els que els inquisidors espanyols mai haurien somiat tenir." Tot i així ell també advertia, "[Un] retorn a la competència lliure significa per la gran massa de persones una tirania probablement pitjor, perquè és més irresponsable que la de l'estat."
El treball de Hayek era prou influent perquè fos esmentat durant les Eleccions al Parlament del Regne Unit de 1945, quan segons Harold Macmillan, Winston Churchill "enfortí les seves pors d'un govern del Partit Laborista per haver llegit el llibre Camí de servitud de Hayek" quan va advertir en una retransmissió electoral el 1945 que un sistema socialista hauria de "caure cap a alguna forma de Gestapo". El dirigent laborista Clement Attlee respongué en la seva retransmissió electoral que el que Churchill havia dit era "la versió de segona mà de les visions acadèmiques del professor austríac Friedrich August von Hayek". L'oficina de campanya del Partit Conservador va gastar 1,5 tones de paper destinada a les eleccions de 1945 de manera que més còpies de la Camí de servitud poguessin ser impreses, tot i que fou en va, ja que el Partit Laborista obtingué una gran victòria.
Camí de servitud va ser col·locat en la quarta posició de la llista dels 100 millors llibres de no ficció del segle xx, feta per la revista National Review. També va quedar en la posició 16 en la selecció feta pels lectors dels 100 millors llibres de no ficció del segle xx, administrada per la Modern Library.
Camí de servitud apareix a la llista de Martin Seymour-Smith dels 100 Llibres Més Influents Mai Escrits, i el 2006 va ser inclòs en primer lloc als deu llibres que tots els congressistes republicans hauria de llegir el 2016.
La valoració de Milton Friedman:
Penso que el rol d'Adam Smith ha estat interpretat en aquest cicle (per exemple, l'esfondrament del socialisme a finals del segle XX en el que la idea del lliure mercat va tenir èxit primer, i llavors, esdeveniments especials van catalitzar un canvi complet de la socio-política a països de tot el món) per Friedrich Hayek a Camí de servitud.

La valoració d'Alan Brinkley:
La publicació de dos llibres... ajudà a galvanitzar les preocupacions que començaven a emergir entre els intel·lectuals (i molts altres) sobre les implicacions del totalitarisme. Un era The Managerial Revolution de James Burnham. [Un segon] Camí de servitud de Friedrich Hayek... que encara era molt més polèmic (i influent). Encara més que Burnham, Hayek introduí en el discurs públic la qüestió de la compatibilitat entre democràcia i estatisme... En respondre a Burnham i Hayek, els liberals (en el sentit d'aquest terme utilitzat per alguns als Estats Units) estaven, de fet, responent a una potent pressió de l'anti-estatisme Jeffersonià en la cultura política americana... El resultat era un subtil però important canvi en el pensament liberal [i.e. l'estatisme americà].

## Crítica
Camí de servitud ha estat criticat en diversos aspectes.
L'economista i sociòleg Karl Polanyi va fer una argumentació diametralment oposada a Hayek, argumentant que els mercats sense restriccions havien minat l'ordre social i que la fallida econòmica havia pavimentat el camí per a l'aparició de dictadura.
Herman Finer, un socialista fabià, va publicar una refutació en la seva obra The Road to Reaction  el 1946. Hayek va anomenar el llibre de Finer "un espècimen d'abús i grolleria que és probablement únic en la discussió acadèmica contemporània".
Barbara Wootton escrigué Freedom under planning després de llegir una de les primeres còpies de Camí de Servitud. En la introducció del seu llibre, Wootton mencionava Camí de Servitud i reclamava que "Molt del que jo he escrit es dedica a les crítiques de les visions exposades pel professor Hayek en aquest i altres llibres." L'argument central de Freedom under planning" es que "no hi ha res en la planificació conscient de les prioritats econòmiques que sigui totalment incompatible amb les llibertats més significatives per la majoria dels anglesos i americans contemporanis. Les llibertats civils no es veuen afectades. Podem, si ho desitgem, planificar deliberadament de manera que donem l'abast més ampli possible per a la consecució de finalitats culturals per part d'individus i grups socials que no estan de cap manera determinats per l'estat. Wootton criticava l'afirmació de Hayek que la planificació havia de portar a l'opressió, quan, segons el seu punt de vista, això no és més que una possibilitat entre moltes. Ella argumentava que "sembla tot just un cas millor agafar com a cert que la planificació portarà els pitjors als llocs superiors que pel contrari, assumir que els seients de l'oficina s'ompliran amb àngels". Wootton reconeixia la possibilitat que la planificació pot existir en la tirania, però afirma que és igualment possible combinar planificació i llibertat. Ella conclou que "un feliç i fructifer matrimoni entre llibertat i planificació pot, en breu, ser organitzat".
Tanmateix, Frank Knight, fundador de l'Escola d'Economia de Chicago, disputa l'afirmació que 'Freedom under planning contradiu Camí de servitud. Va escriure en una ressenya erudita del llibre de Wootton: "Deixeu-me repetir que el llibre de Wootton no és en cap sentit lògic una resposta a Camí de servitud, tant si és pensat des de la força lògica del pensament de Hayek argument, com des de la solvència de la seva posició."
En la seva ressenya (recollida a The Present as History, 1953) el marxista Paul Sweezy feia broma sobre que Hayek voldria fer creure que si hi hagués una sobreproducció de cotxets de criatura, els planificadors centrals llavors ordenarien a la població tenir més criatures en comptes de senzillament emmagatzemar l'excés provisional de cotxets i produir-ne menys per l'any vinent. L'argument cibernètic de Stafford Beer en el seu 1974 CBC Massey Conferències, Designing Freedom – que l'adaptació a la planificació intel·ligent pot augmentar la llibertat – és interessant pel que fa a això, mentre que és el treball tècnic d'Herbert A. Simon i Albert Ando en la dinàmica de sistemes gairebé descomponibles jeràrquics en l'economia – és a dir, que tot en tal sistema no està estretament unit a la resta.
Jeffrey Sachs va escriure que els estats de benestar social, amb índexs alts d'impostos i desemborsaments socials, donen millor resultats a les economies de relativament lliure mercat, segons l'evidència empírica. William Easterly va escriure una refutació a això i Sachs va escriure una contra-refutació.
Eric Zencey va escriure que l'economia de mercat lliure que Hayek va defensar està dissenyada per a un planeta infinit, i quan es posa dins de límits físics (com qualsevol sistema en creixement), el resultat és una necessitat de planificació centralitzada per a mitjançar entre la problemàtica conjunció d'economia i naturalesa. "La planificació és la planificació, tant si es fa per a minimitzar pobresa i injustícia, com els socialistes defensaven llavors, o per a conservar el flux mínim de serveis d'ecosistema que la civilització requereix, com trobem cada cop més necessari avui en dia."
L'obra apareix en una llista de lectura recomanada pel 'llibertari de dretes' a la pàgina web "Political Compàs".

### Crítica llibertària/conservadora
L'economista llibertari i anarcocapitalista Walter Block, de l'Institut Mises, ha observat críticament que mentre Camí de servitud fa una forta crítica contra les economies de planificació central, apareix tebi en el seu suport a un sistema de mercat lliure i laissez-faire capitalista, amb Hayek fins i tot arribant a dir que "probablement res ha fet tant mal a la causa liberal com la insistència d'alguns liberals en regles segures, sobretot el principi de laissez-faire capitalista". En el llibre, Hayek escriu que el govern té una funció en l'economia a través del sistema monetari (una opinió que més tard va retirar), regulació d'hores de treball, benestar social, i institucions per assegurar un flux d'informació apropiada. A través de l'anàlisi d'aquest i molts altres dels treballs de Hayek, Block afirma que: "contra el socialisme, Hayek va fer tota classe de compromisos amb el que altrament semblava ser la seva perspectiva filosòfica – tant que si un sistema econòmic s'aixequés sobre aquesta base, no diferiria massa del que precisament aquest autor explícitament s'oposava".
Gordon Tullock argumentà que l'anàlisi de Hayek predeia governs totalitaris a la major part d'Europa a finals del segle xx. Ell utilita Suècia, país en el qual el govern controlava el 63% del PIB, com a exemple per a donar suport al seu argument que el problema bàsic de Camí de servitud és "que oferia prediccions que s'ha vist que eren falses. L'avanç constant del govern en llocs com Suècia no ha portat a una pèrdua de les llibertats no econòmiques". Mentre criticava Hayek, Tullock encaralloa la clàssica noció liberal de la llibertat econòmica, tot dient, "Els arguments per a la llibertat política són forts, com ho són els arguments per a la llibertat econòmica. No necessitem fer que un conjunt d'arguments depengui de l'altre". Amb tot, d'acord amb Robert Skidelsky, Hayek "es salvaguardà a ell mateix de tal refutació retrospectiva". Skidelsky argumenta que l'argument de Hakey era contingent, i que, "A la dècada de 1970 hi havia algunes evidències del pendent relliscós... i després hi hagué Margaret Thatcher. L'avís de Hayek va jugar una part crítica en la seva determinació per a reduir l'estat".